# الحمل (كوكبة)

تعليق

الحمل أو الكبش كوكبة مكونة أساسا من ثلاث نجوم لامعة، على شكل مثلث. الحمل ينتمي إلى دائرة البروج، يتمركز في أول علامة منها. نقطة الاعتدال الربيعي التي فيها يقطع مسار الشمس خط الاستواء توجد في كوكبة الحوت، قبل 2000 سنة كانت في كوكبة الحمل، وقد انتقلت إلى الغرب بفعل تذبب 26000 سنة ل محور الأرض. هذا الكوكبة يحتوي على كثير من النجوم الثنائية والمتعددة. ألمع نجم ألفا هي حمل، وثاني ألمع نجم هي الشرطان بيتا، لكن ثالث ألمع نجم لا يحمل أي حرف يوناني حمل41. العثور على الحمل ليس بالأمر الصعب: النجمين الأساسيين فيه يوجدان في شرق مجموعة الثريا.

تجي مكان نجمة الشعرى ولا تخلينا ننبسط و منطفيه و غير متوهجه تعصب رنيمنا. "رنيم ماتحب كويكبه الحمل"

## التاريخ والأساطير

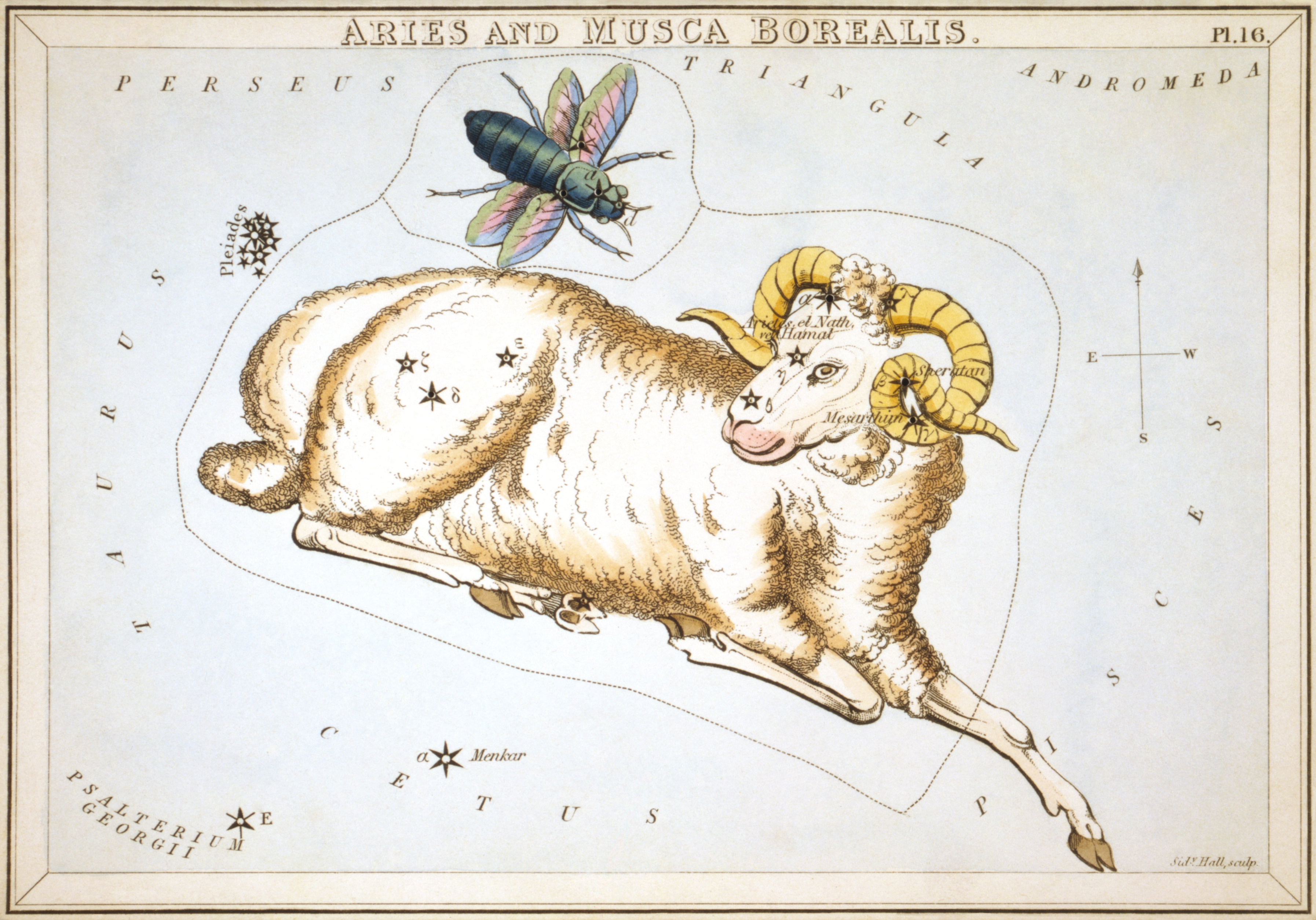
برج الحمل وموسكا بورياليس كما تم تصويره في مرآة أورانيا، وهي مجموعة من بطاقات الأبراج نُشرت في لندن حوالي عام 1825

ذُكر في وصف الأبراج البابلية الواردة في الألواح الطينية المعروفة باسم مول.أبين (نجمة المحراث)، أنَّ الكوكبة كانت، المعروفة الآن باسم برج الحمل، هي المحطة الأخيرة على طول مسار الشمس. كانت مول.أبين MUL.APIN عبارة عن جدول شامل لظهور النجوم وأفولها، والذي من المحتمل أن يكون بمثابة تقويم زراعي. عُرف برج الحمل في العصر الحديث باسم MULL.ḪUN.GÁ أو «العامل الزراعي أو المُزارع» أو «العامل الأجير».
من المحتمل أن يكون التحول في تحديد هوية الكوكبة من كوكبة المُزارع/الفلاح إلى الكبش/الحمل قد حدث في التقاليد البابلية اللاحقة بسبب ارتباطها بدوموزي الراعي. وبحلول الوقت الذي وضعت فيه مول.أبين - في عام 1000 قبل الميلاد - مُثِّل برج الحمل الحديث بكل من كبش دوموزي والعامل الأجير. يصعب تحديد التوقيت الدقيق لهذا التحول بسبب نقص صور برج الحمل أو أشكال الكبش الأخرى.
وفي علم الفلك المصري القديم، ارتبط برج الحمل بالإله آمون رع، الذي صُوِّرَ على أنه رجل برأس كبش ويمثل الخصوبة والإبداعية. ولأنه كان مركز الاعتدال الربيعي، فقد أطلق عليه اسم «إشارة ولادة الشمس الجديدة». خلال أوقات السنة التي كان فيها برج الحمل بارزًا، كان الكهنة ينصبون تماثيل آمون رع في المعابد، وهي ممارسة تم تعديلها من قبل علماء الفلك الفارسيين بعد قرون. حصل برج الحمل على لقب «رب الرأس» في مصر، في إشارة إلى أهميته الرمزية والأسطورية.
لم يُقبل برج الحمل تمامًا ككوكبة حتى العصور الكلاسيكية. ففي علم التنجيم الهلنستي [الإنجليزية]، ترتبط كوكبة الحمل بالكبش الذهبي في الأساطير اليونانية التي أنقذت فريكسوس [الإنجليزية] وهيله بناءً على أوامر من هرمس، وأخذت فريكسوس إلى أرض كولخيس. فريكسوس وهيله هما ابن وابنة الملك أثاماس وزوجته الأولى نيفيله. شعرت الزوجة الثانية للملك، إينو، بالغيرة ورغبت في قتل أطفاله. ولتحقيق ذلك، تسببت بمجاعة في بيوتيا، ثم زورت رسالة من كاهنة دلفي تقول إنه يجب التضحية بفريكسوس لإنهاء المجاعة. ولمَّا كان أثاماس على وشك التضحية بابنه على قمة جبل لافيستيا أرسل نيفيل الحمل لإيقافه. أثناء رحلة الحمل سقطت هيله من على ظهره وغرقت في الدردنيل، والذي يُسمى أيضًا هيليسبونت (بحر هيله) تكريما لها. بعد وصوله، ضحى فريكسوس بالكبش لزيوس وأعطى الصوف إلى آيتيس من كولخيس، الذي كافأه بخطوبةٍ لابنته تشالكيوب [الإنجليزية]. علق آيتيس جلده في مكان مقدس حيث أصبح يعرف باسم الصوف الذهبي وكان يحرسه تنين.

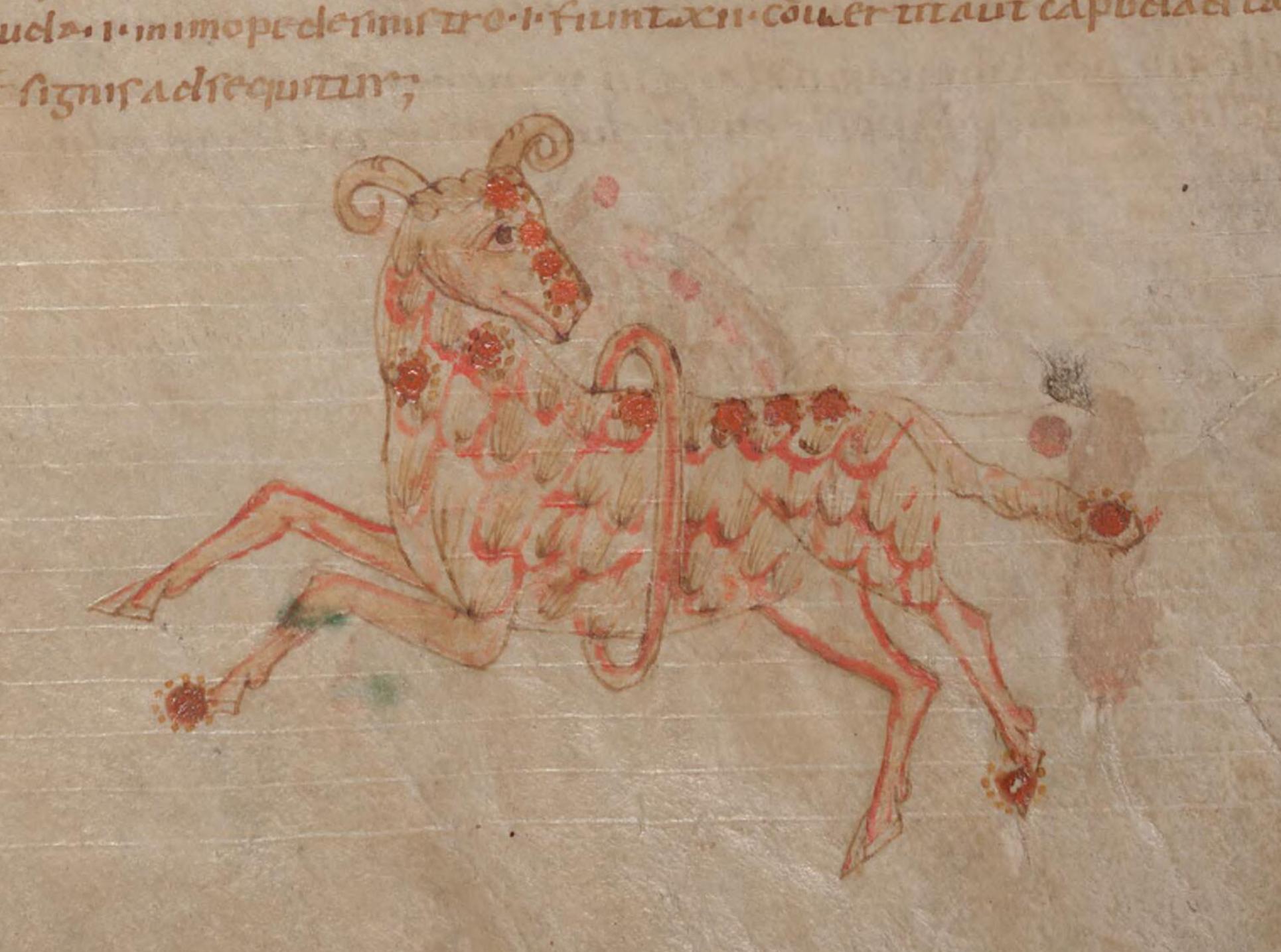
مصورة برج الحمل في مخطوطة من أوائل العصور الوسطى، حوالي عام 1000

من الناحية التاريخية، صُور برج الحمل على أنه كبش جاثم بلا أجنحة ورأسه متجه نحو برج الثور. أكد بطليموس في كتابه المجسطي أن هيبارخوس صور ألفا أريتيس على أنها خطم الكبش، على الرغم من أن بطليموس لم يدرجها في شكل كوكبة. بدلاً من ذلك، تم إدراجه على أنه «نجم غير مشكَّل»، ويشار إليه على أنه «نجمة أعلى الرأس». وتابع جون فلامستيد، في كتابه الأطلس السماوي، وصف بطليموس من خلال رسم خريطة له أعلى رأس الشكل. واتبع فلامستيد التقليد العام للخرائط بتصوير برج الحمل مستلقيًا. من الناحية الفلكية، ارتبط برج الحمل بالرأس والأخلاط الأربعة. وكان مرتبطًا بقوة بالمريخ، الكوكب والإله. كان يُنظر إليه على أنه يحكم أوروبا الغربية وسوريا، ويشير إلى مزاج قوي في الشخص.

## حمل
الناطح نجم برتقالي عملاق، أكثر لمعانا من الشمس ب 90 مرة، لكنه بارد 4590 كلفن، قد استنفد خزانه من الهيدروجين ويحرق حاليا الهليوم في المناطق المحيطة بمركزه. كما أن قطره يفوق قطر الشمس ب 15 مرة. يبعد عنا ب 66 سنة ضوئية. قدرة الظاهري (2.01) والمطلق هو (0.48).

## الشرطان
بيتا ثاني ألمع نجم في برج الحمل. البريق الظاهر هو (2.64). بمسافة 60 سنة ضوئية، وبدرجة حرارة 8200 كلفن، تضخ 22 من السطوع الشمسي في الفضاء. وهو نجم أبيض في متوسط عمره، كتلته فقط ضعف كتلة الشمس. وهو في الحقيقة نجم ثنائي: مرافقه نجم من نفس كتلة الشمس، اكتشف بتحليل دوبلر منذ قرن. مساره لا متمركز للغاية (0.88)، النجمين متقاربين كثيرًا، (0.08) وحدة فلكية في الأقرب (فقط 20 في المئة من المسافة بين عطارد والشمس)، (1.2) وحدة فلكية في الأبعد (20 في المئة من المسافة بين الأرض والشمس)، ويكملان دورتهما حول بعضهما البعض في 107 أيام. النجمين قطعا لا يمكن الفصل بينهما بالمرصد الفضائي والثنائي يستلزم آلة قياس بواسطة التداخل الضوئي للفصل بينهما، وبما أن اللمعان يتأثر بالكتلة، فإن 95 في المئة من الضوء ينتجها النجم الأثقل.

## ميشارطين
كاما. اسم هذا النجم هو أيضا مشتق من الشرطان إلا أنه تغير بفعل الترجمات الخاطئة. يلمع بعيدا عنا ب 204 سنة ضوئية، وهو ثنائي تقليدي معروف منذ سنة 1664. النجمان بريقهما تقريبا متساو، ويمكن الفصل بينهما بسهولة. لون النجمين في الحقيقة أبيض، مع أن لون النجم الأضعف يميل بعض الشيء إلى الرمادي. بريقهما الظاهر على التوالي (4.83)و (4.75) وبريق النجمين معا (3.9). كاما1 قزم بدرجة حرارة 11000 كلفن. كاما2 مختلف فيه فمن قائل بأنه قزم ومن قائل بأنه فوق المرحلة الأساسية بدرجة حرارة تتراوح بين 9200 و9800 كلفن. رغم أن كاما1 بريقه الظاهر أقل إلا أنه الأكثر إضاءة، لأن ارتفاع حرارته جعل أشعته فوق بنفسجية غير مرئية. كاما1 حوالي 2.8 كتلة شمسية، ويشع 56 سطوعا شمسيا في الفضاء، في حين أن كاما2 حوالي (2.5) كتلة شمسية، ويشع ما بين 43 و52 سطوعا شمسيا. في حين أن كاما1 نسبيا عادي، فإن كاما2 حالة خاصة فهو ممغنط بقوة، حقله المغناطيسي تقريبا 1000 مرة قوة الأرض. المغناطيسية مركزة في المناطق التي تيسر فصل العناصر الكيميائية فكاما2 يتوفر بكثرة على السليكون. مع دوران النجم هذه المتمركزات تتأرجح داخل وخارج الرؤية، مما أدى إلى معرفة مدة دوران النجم حول نفسه (1.609) يوم ودقة رؤية التغيرات. اختبارات وقياسات طيفية معقدة سمحت للفلكيين بإنشاء صور لسطح النجم، وتمتاز كاما2 على أنها أول نجم درس بهذه الطريقة. يتباعد النجمان بحوالي 500 وحدة فلكية (أكثر من المسافة بين بلوتون والشمس ب 12 مرة)، ويستغرقان على الأقل 5000 سنة ليتما دورتهما حول بعضهما البعض.

## NGC 772
من الأجرام المدرجة ضمن السلسلة العامة الجديدة أو NGC وهي مجرة لولبية بريقها الظاهر (11.02). مجرات قزمة مضيئة تظهر في المناطق المحيطة وتؤثر على شكل أذرع NGC 772.

## NGC 972
مجرة لولبية أخرى، بريقها الظاهر (12.13).

## NGC 1156
مجرة غير منتظمة بريقها الظاهر (12.08).